# Rangárþing ytra
Rangárþing ytra est une municipalité d'Islande, située dans la région de Suðurland, dans le sud du pays. La localité la plus peuplée est Hella.

## Histoire
Cette municipalité a été créée le 6 juin 2002 par la fusion des municipalités de Rangárvallahreppur, Holta- og Landsveit et Djúpárhreppur.

## Démographie
Évolution de la population :
- 2011 : 1 523
- 2022 : 1 810